# Averlak
Averlak ist eine Gemeinde im Süden des Kreises Dithmarschen in Schleswig-Holstein. Die Gemeinde besteht nur aus dem Ort Averlak.

## Geographie

### Lage
Averlak liegt an der Grenze zum Kreis Steinburg. Diese wird teilweise vom Nord-Ostsee-Kanal gebildet. Im Süden verläuft die Marschbahn über die Hochbrücke Hochdonn bei Taterpfahl.

### Nachbargemeinden
Nachbargemeinden sind im Uhrzeigersinn im Norden beginnend die Gemeinden Kuden (im Kreis Dithmarschen), Kudensee (im Kreis Steinburg) sowie die Stadt Brunsbüttel und die Gemeinde Eddelak (beide wiederum im Kreis Dithmarschen).

## Geschichte
Entscheidenden Einfluss auf die Entwicklung des ehemaligen Bauerndorfes haben auch Schlick und Treibsand gehabt, die beim Bau der Brunsbütteler Häfen und Schleusen anfielen und erstmals 1920 in Averlak aufgespült wurden. Denn nur ein schmaler Zipfel des Nehrungshakens der nacheiszeitlichen Küstenlinie mit dem ehemaligen Kliff (Klev) und den bis zu fünf Meter mächtigen Dünenketten (Donn) erstreckt sich noch bis ins Gemeindegebiet. Östlich schließt sich das Moor und westlich die feuchte Marsch an. Der begrenzte Baugrund spiegelt sich bis heute im Siedlungsbild wider. Fast alle Häuser wurden direkt an der drei Kilometer langen Dorfstraße errichtet, die auf einem Erdstreifen, der Aver de Lake („über dem Wasser“) liegt und dem Dorf seinen Namen gab.
Am 1. April 1934 wurde die Kirchspielslandgemeinde Eddelak aufgelöst. Alle ihre Dorfschaften, Dorfgemeinden und Bauerschaften wurden zu selbständigen Gemeinden/Landgemeinden, so auch Averlak.

## Politik

### Gemeindevertretung
Bei der Kommunalwahl am 14. Mai 2023 wurden insgesamt neun Sitze vergeben. Von diesen erhielt die Unabhängige Wählergemeinschaft Averlak sechs Sitze und die CDU drei Sitze.

### Bundestagswahl 2025
Aufmerksamkeit erlangte Averlak bei der Bundestagswahl 2025 als eine Hochburg der AfD innerhalb Schleswig-Holsteins: Von den 334 gültigen Zweitstimmen, die bei der Bundestagswahl in Averlak im Wahllokal abgegeben wurden, entfielen 136 auf die AfD, was einem Stimmenanteil von 40,7 Prozent entspricht. Die Briefwahlstimmen aus Averlak können nicht beziffert werden, da diese nur ämterweit (hier: Briefwahlbezirk „2“ des Amtes Burg-St. Michaelisdonn) ausgezählt werden.

### Wappen

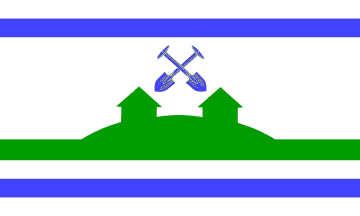
Flagge von Averlak

Blasonierung: „Über silbernem, mit drei blauen Wellenfäden belegtem Wellenschildfuß in Silber die grüne Silhouette eines mit zwei giebelständigen Häusern bestandenen Hügels; darüber zwei gekreuzte blaue Spaten.“
Die im Wappen dargestellte Silhouette bezieht sich auf das typische Landschaftsbild Averlaks. Die drei blauen Wellenfäden im Schildfuß sind ein Bezug auf die Nordsee, auf den Nord-Ostsee-Kanal und den Kudensee. Die gekreuzten blauen Spaten weisen auf ein in dieser Landschaft früher sehr gebräuchliches Arbeitsgerät hin, mit dem in der Gemeinde Averlak in der Vergangenheit Deiche gebaut, Gräben ausgehoben, Torf gestochen und Landwirtschaft betrieben wurde.